# ゼオライト

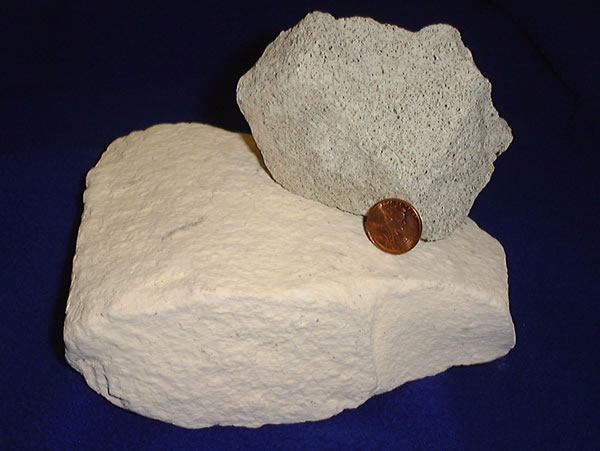
ゼオライト（沸石）

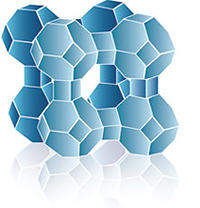
代表的なゼオライトであるA型ゼオライトの骨格構造 (LTA)

ゼオライト（沸石〈ふっせき〉、英: zeolite）とはミクロ多孔性の結晶性アルミノケイ酸塩であり、細孔径は0.3～1 ナノメートル (nm) である。分子ふるい、イオン交換材料、触媒および吸着材料として利用され、工業的に重要な物質である。組成式はMn+
1/n(AlO2)−(SiO2)x･yH2Oで表される。天然に存在する鉱物である天然ゼオライトと、人工的に合成されるモレキュラーシーブおよびハイシリカゼオライトがさまざま用途に応じて使い分けられ、工業的に広く普及している。

## 概要

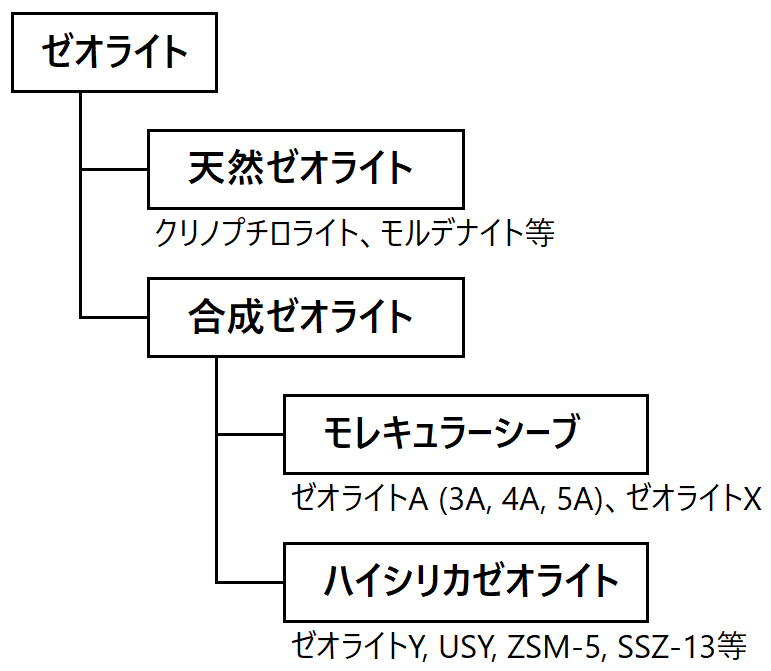
ゼオライトは天然品と合成品に大別され、後者はさらにモレキュラーシーブとハイシリカゼオライトとに分類される。

ゼオライトはギリシャ語の zeo（沸騰する）と lithos（石）を合わせて名付けられた。これは成分に含まれる水とアルミノケイ酸塩骨格との結びつきが弱いため、加熱すると容易に水を脱離して沸騰しているように見えるためである（濁沸石に至っては、外気に触れただけで脱水し、白濁・脆化してしまう）。1756年、スウェーデンの鉱物学者クルーンステットがアイスランドにて火山岩の調査中に発見し命名したとされる。
ゼオライトは微細なものも含めると火成岩、堆積岩、変成岩の全てにおいて非常に多様な岩石に含まれている。産出地は沸石水として結晶の中に水がたくさん含まれていることからわかるように、水に富んでいる環境であることが多い。また、概してゼオライトは100℃程度の比較的低温の熱水から晶出する。そのような地質環境が実現する主な場所としては、溶岩と水が相互作用する場所（温泉地帯、枕状溶岩など）や、ペグマタイト鉱床での末期の生成物、さらには岩石の隙間に地下水が浸入する場所、などが挙げられる。特に溶岩と水が相互作用する場所では、大きな晶洞が生じやすく、良質で美しい鉱物標本を多産することがある（インド中部のデカン高原など）。日本も北海道、東北地方、北関東、中国地方などで豊富に産出され、特に島根県などが主な産地である。このようにして自然界に存在するゼオライトを天然ゼオライトと呼ぶ。
対して、合成ゼオライトとは人工的に合成されたゼオライトである。合成は水熱合成法が主流であり、天然には存在しない骨格構造および組成を有するゼオライトが得られる。1905年にドイツの R. Gans がゼオライトのパームチット (Permutite) を合成し、無機イオン交換体としての機能が着目されるようになった。1950年代までに開発されたゼオライトA、ゼオライトXは総じてモレキュラーシーブと呼ばれ、広く普及している。1960年代になるとAl含有量が少ないハイシリカゼオライト (high-silica zeolite) の触媒特性が見出され石油化学分野で注目され、ゼオライトY、ZSM-5を中心に研究開発が加速した。
天然ゼオライトは肥料や飼料添加物などとして使われる。モレキュラーシーブはイオン含有量が多く親水的であり、イオン交換材、脱水剤、分離材などとして利用される。ハイシリカゼオライトでは高耐熱性・疎水的という特徴から固体酸触媒、環境触媒、脱臭剤などとして利用される。
通常の合成ゼオライトは原料として純度の高いシリカや酸化アルミニウムを用いる一方で、石炭発電所等で発生する石炭灰 (フライアッシュ) を再生資源として原料に用いる試みもあり、このようにして得られたゼオライトは慣例で人工ゼオライトと呼ばれている。

## 構造

### 骨格構造

シリケート材料の酸素4員環構造の3通りの表し方。

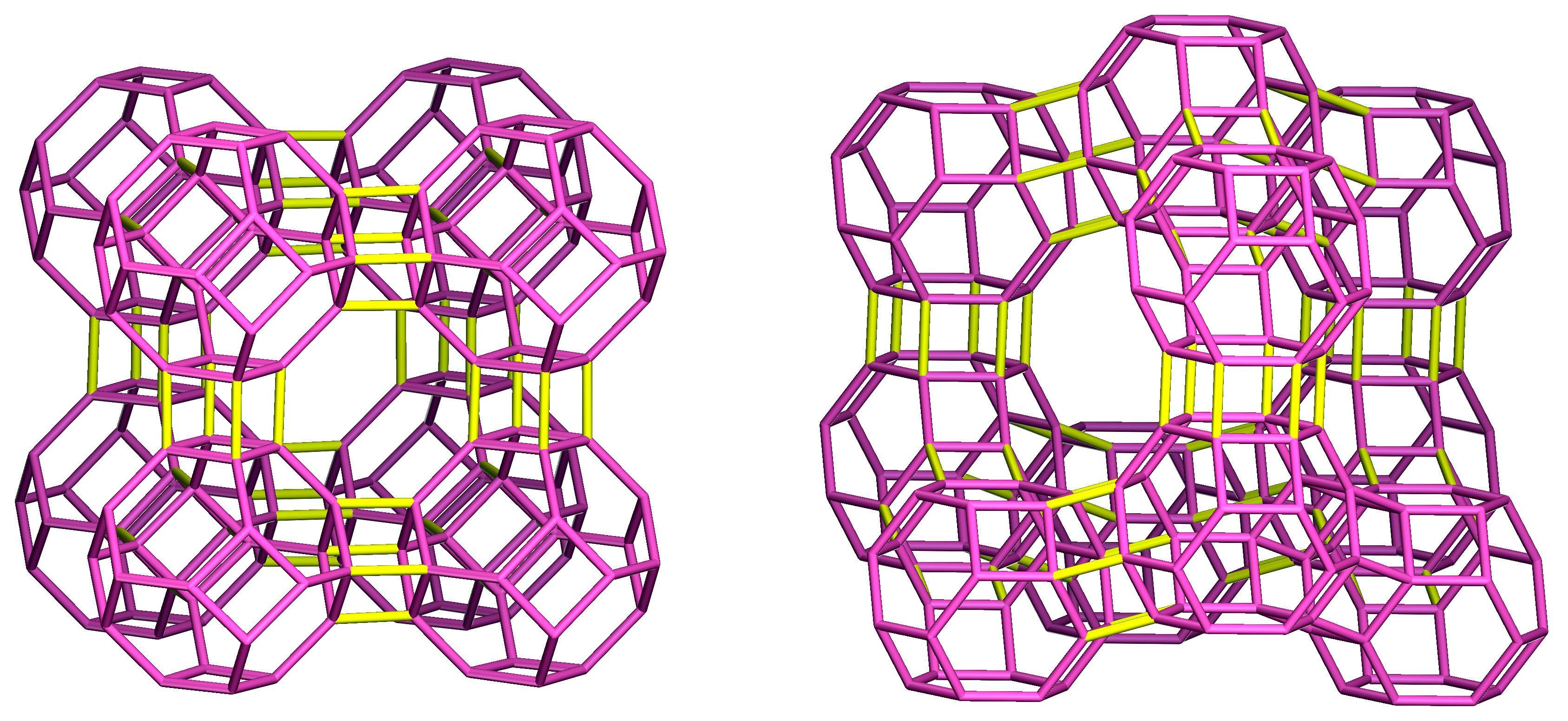
LTA型ゼオライト (左) とFAU型ゼオライト (右) の骨格構造の比較

2018年12月の時点で、245種類のゼオライトまたはその類似物質の骨格構造が知られており、このうち200近くは人工的にしか合成できないものである。それぞれの骨格構造に対して、国際ゼオライト学会 (International Zeolite Association, IZA) により3文字コードが与えられる。例えば主要なモレキュラーシーブである3A、4A、5AはいずれもLTA (Linde Type A) 型である。また市販されている天然ゼオライトのほとんどはMOR型、HEU型またはANA型である。触媒として重要なZSM-5はMFI型である。
ゼオライトを始めとするシリケート材料の環状構造の表記例を右上図に示す。中央の図が一般的な構造式を用いた書き方である。左の図はSiO2四面体構造を強調した書き方である。酸素原子同士を結ぶと酸素の4員環ができる (青太線)。実際、このような環状部分構造を酸素4員環または単に4員環と呼ぶ。右の図はSi原子同士を繋げた4員環の表し方であり、骨格のトポロジーの表現を重視した書き方であり最も用いられる。
右図は代表的な骨格構造であるLTA (左) およびFAU (右) の比較である。両者は切頂八面体の構造 (ソーダライトケージ) を共通に有する (紫線)。しかしそれらの繋がり方 (黄線) が異なっており、LTAではケージの4員環同士が繋がり骨格を形成するのに対し、FAUでは6員環同士が繋がっている。その結果、LTAの細孔入り口は8員環 (0.41 nm) であり小細孔ゼオライト、FAUの細孔入り口は12員環 (0.74 nm) であり大細孔ゼオライトにそれぞれ属す。10員環を持つものは中細孔ゼオライトと呼ばれ、代表例ではZSM-5 (MFI) がある。
200種類以上のゼオライトが知られているが、アルミノシリケートに限ると100種類前後である。さらに化学的安定性や合成コストなど、工業利用の要件を満たすものはわずか数種類しかない。特にFAU型、*BEA型、MOR型、MFI型、FER型はハイシリカゼオライトにおけるBig fiveと呼ばれ、工業的な生産方法が確立されている。

### 組成
ゼオライトはアルミノシリケートであるがAl-O-Al結合は存在しないため（Löwenstein則）、Si/Al比が1以上となるから主たる成分はSiO2 (シリカ) となる。またシリカとアルミナの置換型固溶体であるので、ある程度広いSi/Al範囲にわたって合成できる。可能な合成範囲は骨格構造によってさまざまであり、例えばFAU型ゼオライトではSi/Al比が1.5付近から200以上のものまで知られている。
ゼオライトの一般式はMn+
1/n(AlO2)−(SiO2)xであるが、Mn+
1/n(AlO2)−の部分はイオン結合的、(SiO2)xの部分は共有結合的である。したがってゼオライトはイオン結晶と共有結合結晶の両方の特性を有しており、Si/Al比 (x) に応じてそれら特性のバランスが変わる。
Si/Al比が約3未満の領域は天然ゼオライト、およびA型ゼオライトやX型ゼオライトなどの一部の合成ゼオライトが当てはまる。イオン交換容量が高いためイオン交換剤として有用である。イオン結晶性が高いため化学的にやや不安定である。例えばA型ゼオライトでは600℃以上で結晶構造が崩壊しカーネギアイト (β-クリストバライト構造) に転移する事が知られる。
Si/Al比が約3以上のものはハイシリカゼオライトに分類され、天然ゼオライトでは稀であるため、もっぱら工業的に合成される。共有結合性が高くなるため物理的・化学的に安定性が高い。一例としてH+交換が可能となり (ローシリカゼオライトではH+交換により構造崩壊する)、固体酸触媒などの高耐熱性が求められる環境でも使用できる。たとえば超ハイシリカFAU型ゼオライト (USY) は石油化学における流動接触分解 (FCC) で触媒として使われている。
ゼオライトはシリカとアルミナ以外の固溶体も知られている。Si原子はチタン、亜鉛、ゲルマニウムなど、Al原子はホウ素、ガリウムなどと同型置換が可能である事が知られる。
また、Siをアルミとリン、Alをシリコンに同型置換したシリコアルミノリン酸塩型、Siをゲルマニウム、Alをガリウムに同型置換したガロゲルマネート型などが知られる。

### イオン交換能

ゼオライト骨格の化学構造。アルミニウムはマイナス1の形式電荷を有し、周囲が負に帯電している。

ゼオライトは二酸化ケイ素 (SiO2) からなる骨格を基本とし、一部のケイ素がアルミニウムに置き換わることによって骨格の一部が負に帯電している。そのため細孔内にナトリウムなどのカチオンを含むことで電荷のバランスを取っている。粉末状にしたゼオライトを別の種類のカチオンを含んだ水溶液中に入れると、細孔内と水溶液中でイオン交換・吸着が起こる。この交換反応は可逆的であり、時間が経つと平衡状態となる。カリウムやセシウムもカチオンなので、ゼオライトによってイオン交換・吸着される。
たとえば斜プチロル沸石の陽イオン交換優先順位は下記の通り (左側ほど吸着されやすい) 。
Cs+ > Rb+ > K+ > NH4+ > Ba2+ > Sr2+ > Na+ > Ca2+ > Fe3+ > Al3+ > Mg2+

## 用途

### 触媒
ゼオライトはその細孔内に形状選択的に分子を取り込み、反応させることができるため、触媒として多方面に利用されている。特にプロトン (H+) でイオン交換されたゼオライトは固体酸として用いることができ、極めて有用である。
FAU型ゼオライトは石油化学における流動接触分解に用いられており、400℃以上で重質な炭化水素をクラッキングし、プロピレン、ブテンなどの軽質オレフィンに変換する事ができる。また、ZSM-5はメタノールからガソリンの合成に用いられる。
また、銅イオン (Cu2+) や鉄イオン (Fe2+ or Fe3+) でイオン交換されたゼオライトはディーゼル排気中に含まれるNOxを分解・除去するための触媒として利用される。

### イオン交換材料
ゼオライトはイオン交換能をもつため水質改良剤として用いられる。例えば水中のカルシウムイオン (Ca2+) やマグネシウムイオン (Mg2+) をゼオライト中のナトリウムイオン (Na+) と置きかえることで水の硬度を下げる事ができる。洗剤のビルダー (洗浄助剤) として使われているが、これは界面活性剤の働きを低下させるCa2+やMg2+を除去し、軟水化させるためである。
土壌改良剤としても用いられる。これはゼオライトがNH+
4、K+、Ca2+、Mg2+などの作物の生育に必要なカチオンを保持でき、土壌の肥持ちがよくなるためである。
観賞魚飼育の濾過材としても使用され、バクテリアの繁殖を促すため水中内のアンモニアを除去するために使われる。環境浄化の目的でも使われる。

### 脱水剤
ゼオライトはよく知られたシリカゲルよりも更に高い親水性を有する。これは水分子とゼオライト細孔の大きさが近く、吸着力が非常に大きいからである。
有機溶媒の脱水や湿度調節に用いられており、3A、4A、5Aといった慣用名で市販されている。これらはLTA型ゼオライトのモレキュラーシーブであり、3AはK型LTAで細孔径が3 Å, 4AがNa型LTAで細孔径が4 Å、5AはCa型LTAで細孔径が5 Åである。細孔内のイオンは細孔径を狭めるが、イオン半径がK+ > Na+ > Ca2+であるので、この順で細孔径が大きくなる。細孔径が有機分子より小さく、水分子より大きいゼオライトを用いることで水分子を選択的に吸着し、脱水剤として機能する。そのため、この用途のゼオライトはモレキュラーシーブ（molecular sieve, 分子ふるい）と呼ばれている。
化粧品のファンデーションの材料として使われる。
非加熱で処理できるため食品などでも脱水工程に使われることもある。
食洗機の乾燥工程で使われる。

### 窒素ガス発生装置（N2パック）
大気から窒素を生成する。
圧力により窒素吸着量が変化するのを利用する。
ゼオライト以外に、活性炭を利用する場合もある。
二つのタンクを交互に利用するPSA方式として量産され、多数の企業から市販されている。
大気からN2を取り出す際の排気は、高濃度酸素として利用可能だが、
不純物が多いため、O2生成装置としては余り販売されない。（N2パックとして購入して、排気側を燃焼補助などに流用している例はある）

### 分離膜
ゼオライト膜を調製する事で膜分離に応用できる。たとえばA型ゼオライトを用いたエタノールと水の分離が知られている。

### 一部の歯磨き粉の顆粒
ゼオライトをプラーク除去効果を高める目的で細顆粒として配合する歯磨き粉もある。
しかし一部の歯科医師や獣医師の間ではこれが歯周ポケット内に滞留し、歯周炎を悪化させる物理的刺激の原因になったり、プラークの繁殖基材となったりするのではないかと問題視されている。

## 安全性
IARC（国際がん研究機関）ではエリオン沸石以外のゼオライトを「ヒトに対する発がん性について分類できない」グループ3に指定している。
エリオン沸石は中皮腫を引き起こすため、アスベスト同様に「発がん性がある」グループ1に指定されている。

## 備考
イオン交換能をもつ物質がゼオライトに関する名で呼ばれたことがあり、イオン交換樹脂が「オルガニックゼオライト（オルガノライト）」と呼ばれたことがある。また、陽イオン交換性を示す硫酸化石炭が「石炭ゼオライト」と呼ばれたことがある。